# 紀元二千六百年奉祝美術展
紀元二千六百年奉祝美術展（きげんにせんろっぴゃくねんほうしゅくびじゅつてん）とは1940年（昭和15年、皇紀2600年）には紀元二千六百年記念行事の一環として日本で開催された公募美術展覧会である。

## 概要
鏑木清方が展覧会委員をつとめ、清方の門下らが作品を出品している。作品の出品に際しては従来美術家に課せられていた奢侈品（贅沢品）の作成を禁止する七・七禁令が美術工芸品に関しては免除されることが決定された。
また展覧会に合わせ新たに国家記念事業として編纂・刊行された「日本文化大観」（歴史編上・下、現勢編、図録上・中・下の6巻）がある。
合作としては横山大観、菊池契月、安田靫彦、前田青邨、中村岳陵、長野草風、吉村忠夫、服部有恒、岩田正巳らによる「肇国創業絵巻」が5月6日から20日まで帝室博物館表慶館で一般公開された。
その他、紀元2600年奉祝に際し明治神宮20年祭奉祝と合わせ、日本画家跡見玉枝が明治天皇に縁ある桜の古木を描いた「御駒繋ぎ桜」を10月27日に同神宮へ奉納している。
外国から日本へ美術品が奉祝として贈られた事例としては大日本帝国海軍に対しアルゼンチン海軍から紀元2600年奉祝としてキンケーラ・マルテイン作の油絵『強き太陽の日』が贈られている。
開催期間中には照宮成子内親王、三笠宮崇仁親王、賀陽宮恒憲王などの皇族も来訪した。
その後、日本国内現代美術を紹介するためとして出品作品より日本画、洋画など図録約50点がイタリアに贈られ、当時のイタリア首相ムッソリーニを初めとしてイタリア国内の公共施設・団体に寄贈された。

## 個別作品
- 鏑木清方 『一葉』 文部省買上げとなる。
- 伊東深水 『朝』
- 榎本千花俊 『善太と三平』
- 勝田哲 『雨』
- 門井掬水 『夕涼』
- 川合玉堂
  - 『揺ぎなき大和島根』[11]
  - 『彩雨』[12]
- 桜井霞洞 『海幸染色二枚屏風』
- 佐藤清蔵『和気清麿公銅像』[13]
- 桜井霞洞 『海幸染色二枚屏風』
- 高木背水『明治天皇御尊像』- 後に別格官幣社佐嘉神社へ奉納[14]。
- 立石春美 『楽園』
- 千島華洋 『つむじ風』
- 寺島紫明 『良夜』
- 堂本印象『橿原』- 2月20日に橿原神宮に奉納[15]
- 長原坦『牡丹』- 後に黒田清輝により買い上げ、大礼記念京都美術館へ寄贈[16]。
- 長谷川春子 『印度支那河内風趣』
- 山川秀峰 『信濃路の女』
- 横山大観『日出処日本』[17]